# Vanilla
Vanilla és un gènere d'orquídies amb al voltant de 110 espècies distribuïdes per totes les regions tropicals i subtropicalsque produeix un fruit del que s'obté un saboritzant del mateix nom. Quan la van conèixer, els espanyols li van posar el nom de vainilla, per semblar-se a les baines (fesol verdes) en petit.
És l'única espècie de orquídia conreada per a ús industrial; utilitzada en cosmètics i com saboritzant en aliments i begudes.

## Descripció
Les espècies del gènere  Vanilla  són plantes Monopòdiques terrestres o hemiepífites, de hàbits enfiladissos que arriben a assolir més de 36 m amb fulles alternes que s'estenen per tota la seva longitud.

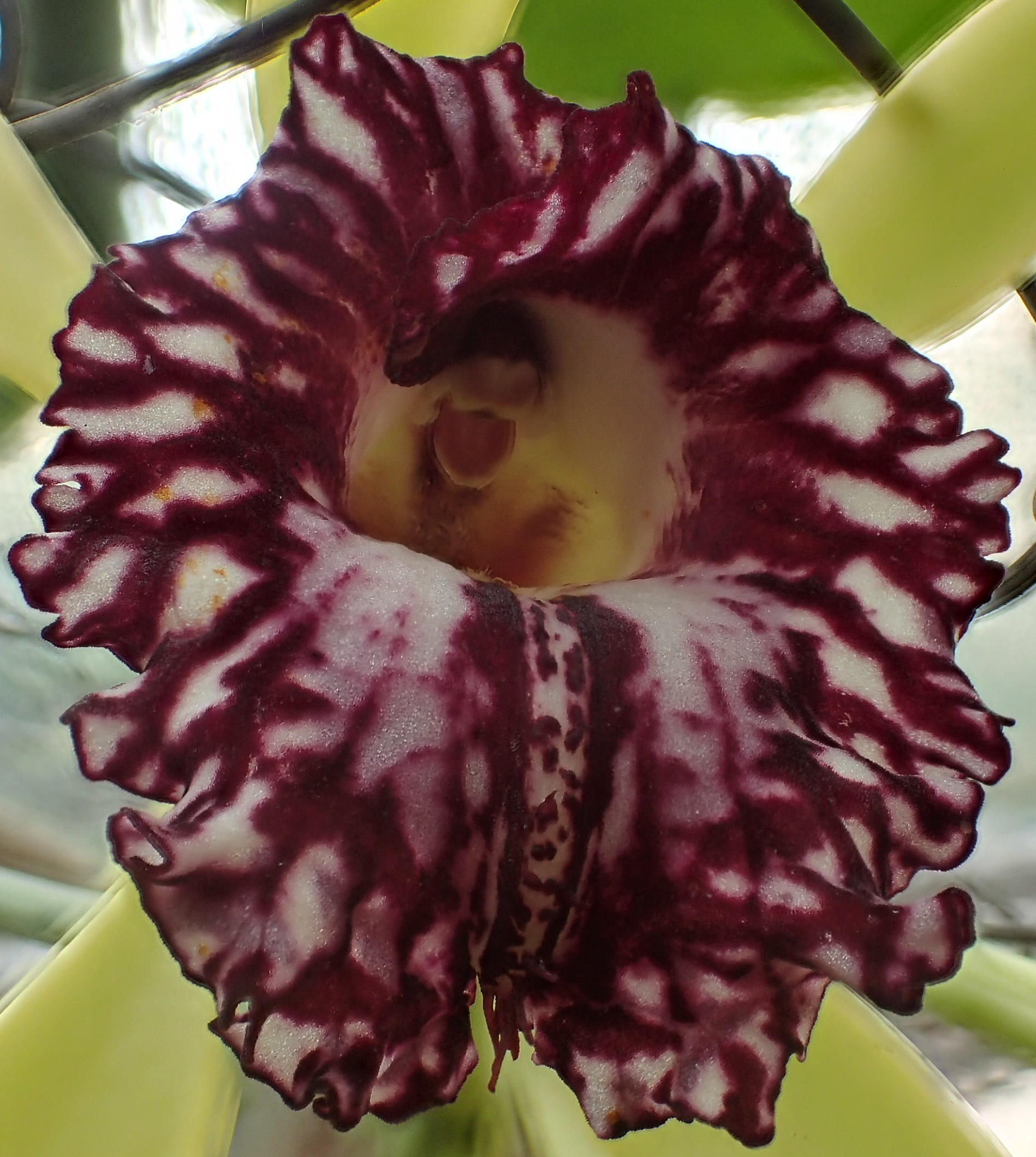
Flor de Vanilla ochyrae

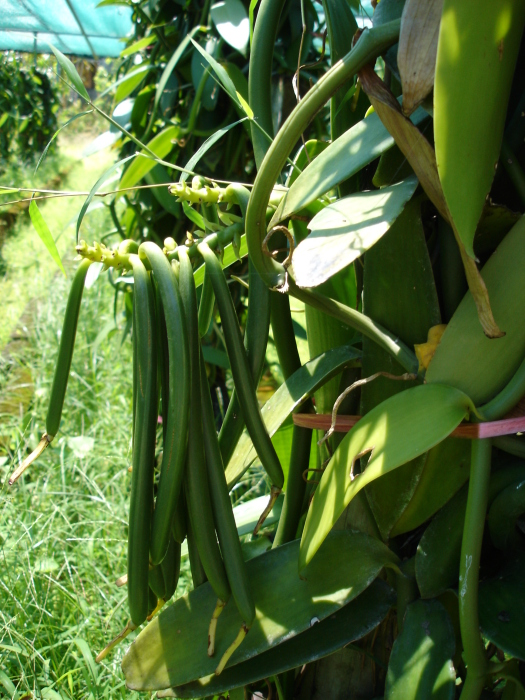
Fruit encara verd de Vanilla fragans

  

### Tija
La tija, gairebé sempre no ramificat, és enfiladís; pot arribar a una longitud de més de 10 metres. Es subjecta al suport, generalment l'escorça dels arbres per mitjà d'arrels adventícies. Arrela amb facilitat si es trenca.

### Fulles
Les fulles són de color verd fosc; dístiques, oblongues, de marge sencer, llises per ambdues cares, coriàcies o carnoses, lleugerament apuntades. La saba és irritant, provoca a la pell cremades i  picors persistents. 

En el respectiu a la grandària, són tres vegades més llargues que amples i poden mesurar aproximadament uns 55 cm.
No obstant això, hi ha un significatiu nombre d'espècies les fulles s'han reduït a escates o estan desproveïdes, gairebé o totalment d'elles i utilitzen les seves tiges reptants per a la fotosíntesi.
Posseeixen llargues i fortes arrels aèries que neixen de cada nòdul i que permeten a la vainilla aferrar-se a la seva suport o, en cas de tall, arrelar.

### Flors
Les inflorescències són flors de curta durada que sorgeixen successivament sobre curts peduncles de les vores de les fulles o escates. Estan agrupades en petits ramells de 8 o 10 i encara que cada raïm pot contenir fins a 100 flors, generalment no sobrepassa la vintena.
Són flors bastant grans i atractives, la majoria amb una dolça fragància, amb 3 sèpals i 3 pètal s de colors. Els colors d'aquests passen pel blanc, verd, verdós, groc, groc pàl·lid o crema, posseint sempre l'estructura clàssica d'una orquídia (malgrat la seva estructura tan regular).
Cada flor s'obre al matí i es tanca al vespre; posteriorment, es marceix, hagi estat polinitzada o no.

### Label
El label és de forma tubular i envolta la llarga i hirsuta columna obrint-se com una campana en l'àpex. L'antera es troba al final de la columna i penja sobre l'estigma separada pel  rostellum . La floració sorgeix només quan la flor s'ha desenvolupat completament.

### Fecundació
Les flors s'autofertilitzen, però la fecundació natural precisa de la intervenció de pol·linitzadors, insectes especialitzats, únicament presents en els densos boscos d'Amèrica Central, dels quals prové originàriament el gènere.
A aquest tipus pertanyen insectes com ara abelles i certs colibrís, que obtenen el seu nèctar i efectuen la pol·linització. Concretament, dins de les abelles, es pot considerar a les de la tribu Euglossini, principalment a l'espècie Euglossa viridissima, així com en menor mesura Eulaema cingulata. Entre les del gènere Melipona, destaca Melipona beecheii, considerada durant una època com les fecundadores de Vanilla, encara que avui dia són descartades per molts entomòlegs. De totes maneres, la pol·linització manual és el millor mètode en el cultiu comercial de la vainilla.

### Fruit
Després de la fecundació, l'ovari, que complia la funció de peduncle a la base de la flor, es transforma donant lloc al fruit. Es tracta d'una càpsula allargada, un beina carnosa que penja, i que aconsegueix una longitud mitjana de 12 a 25 centímetres. Madura gradualment (de 8 a 9 mesos després de la floració), tornant-se negra amb el temps i deixant anar un fort aroma. Les beines fresques i encara sense olor posseeixen un diàmetre d'entre 7 i 10 mil·límetres. Contenen milers de minúscules llavors que seran alliberades en esclatar els fruits quan estiguin madurs si no s'ha anat a recollir-los quan encara estaven verds (interessa recollir la beina per elaborar el saboritzant).
L'espècie Vanilla planifolia és pràcticament l'única orquídia que s'utilitza amb fins industrials (en les indústries alimentària i cosmètica).

### Distribució i hàbitat

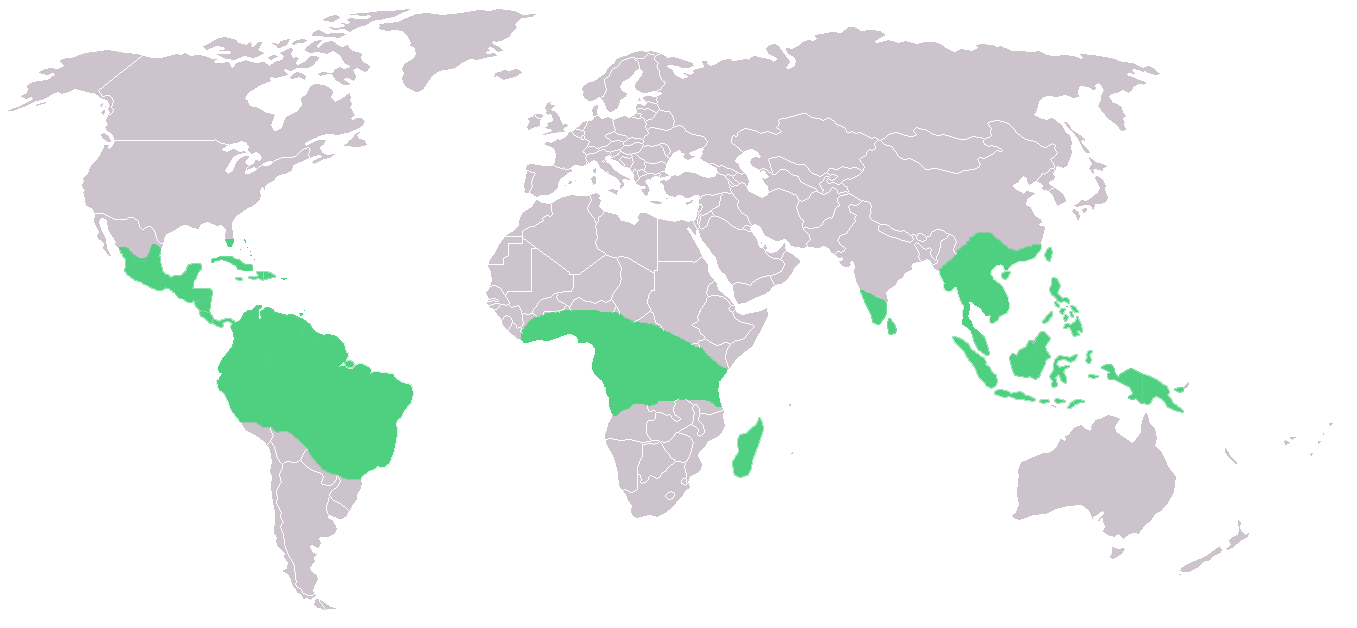
Distribució de zones on es cultiva vainilla.

Els membres d'aquest gènere viuen a les zones baixes de les pluviselves. Ja eren reproduïdes per esqueixos abans de l'arribada dels conqueridors espanyols a Mèxic i Guatemala. A més, gairebé la totalitat de les arrels, fins i tot aquelles que neixen silvestres, són clons d'altres que provenen d'explotacions actuals o bé de cultius abandonats.
La zona natural de la qual és originària Vanilla planifolia és mal coneguda. S'estendria sobre una àmplia regió que comprendria parts del sud de Mèxic, Guatemala, Belize i Hondures; però s'hauria tornat molt difícil de trobar en un estat realment silvestre. Per això, tan sols una trentena d'arrels, a més molt disperses, són actualment identificades com a tals. 
Principalment, la vainilla és coneguda com una espècia que es conrea. I és la història d'aquesta espècia la que ha ajudat a difondre el cultiu i al fet que es doni la planta en la major part de les pluviselves on actualment es troba.

## Espècies de Vanilla
Al costat de cada espècie apareix la zona on es produeix.
- Vanilla abundiflora  (Borneo).
- Vanilla acuminata  (El Gabon).
- Vanilla acuta  (N. de Sud-amèrica).
- Vanilla africana  (O. & centre d'Àfrica tropical).
- Vanilla albida  (Taiwan, Indo-Xina a Malàisia).
- Vanilla andamanica  (Illa d'Andaman).
- Vanilla angustipetala  (Brasil - São Paulo).
- Vanilla annamica  (Sud de la Xina central al Vietnam).
- Vanilla aphylla  (Assam fins Java).
- Vanilla appendiculata  (Guaiana).
- Vanilla bahiana  (Brasil - Badia).
- Vanilla bakeri  (Cuba).
- Vanilla bampsiana  (Zaire central).
- Vanilla barbellata  (S. de Florida a Carib).
- Vanilla barrereana  (Guaiana francesa).
- Vanilla bertoniensis  (Paraguai).
- Vanilla bicolor  (Carib a N. & O. de Sud-amèrica).
- Vanilla borneensis  (Borneo).
- Vanilla bradei  (Brasil - São Paulo).
- Vanilla calopogon  (Filipines - Luzon).
- Vanilla calyculata  (Colòmbia).
- Vanilla carinata  (Brasil).
- Vanilla chalottii  (Gabon).
- Vanilla chamissonis  (Guaiana Francesa fins NE. Argentina).
- Vanilla claviculata  (Carib).
- Vanilla columbiana  (Colòmbia).
- Vanilla correllii  (Bahames).
- Vanilla coursii  (Madagascar).
- Vanilla cristagalli  (Nord de Brasil).
- Vanilla cristatocallosa  (Guaiana to Nord del Brasil).
- Vanilla cucullata  (Camerun).
- Vanilla decaryana  (Sud-oest de Madagascar).
- Vanilla denticulata  (Brasil)
- Vanilla diabolica  (Indonèsia - Sulawesi).
- Vanilla dilloniana  (Sud de Florida a Carib).
- Vanilla dubia  (Brasil - Mines Gerais).
- Vanilla duckei  (Brasil).
- Vanilla dungsii  (Brasil).
- Vanilla edwallii  (Brasil to Argentina).
- Vanilla fimbriata  (Guaiana).
- Vanilla francoisii  (Nord-est de Madagascar).
- Vanilla gardneri  (Brasil).
- Vanilla giulianettii  (Nova Guinea).
- Vanilla grandiflora  (Sud d'Amèrica tropical).
- Vanilla grandifolia  (Príncep a Zaire).
- Vanilla griffithii  (Oest de Malàisia).
- Vanilla hallei  (El Gabon).
- Vanilla hamata  (Perú).
- Vanilla hartii  (Amèrica Central).
- Vanilla havilandii  (Borneo).
- Vanilla helleri  (Amèrica Central).
- Vanilla heterolopha  (El Gabon).
- Vanilla hostmannii  (Surinam).
- Vanilla humblotii  (Comores).
- Vanilla imperialis  (Oest de l'Àfrica tropical a Tanzània i Angola).
- Vanilla inodora  (Mèxic a Amèrica Central).
- Vanilla insignis  (Hondures).
- Vanilla kaniensis  (Nova Guinea).
- Vanilla kempteriana  (Nova Guinea).
- Vanilla kinabaluensis  (Pen. De Malàisia a Borneo).
- Vanilla latisegmenta  (Guaiana).
- Vanilla leprieurii  (Guaiana francesa).
- Vanilla lindmaniana  (Brasil - Mato Grosso).
- Vanilla madagascariensis  (Nord i Nord-oest de Madagascar).
- Vanilla marowynensis  (Surinam).
- Vanilla methonica  (Colòmbia).
- Vanilla mexicana  (Sud de Florida, Mèxic a Amèrica tropical).
- Vanilla moonii  (Sri Lanka).
- Vanilla nigerica  (Sud de Nigèria a Camerun).
- Vanilla ochyrae  (Camerun).
- Vanilla odorata  (Sud de Mèxic a Amèrica tropical).
- Vanilla organensis  (Brasil - Rio de Janeiro).
- Vanilla ovalis  (Filipines).
- Vanilla ovata  (Guaiana francesa).
- Vanilla palembanica  (Sumatra).
- Vanilla palmarum  (Cuba, Sud d'Amèrica tropical).
- Vanilla parvifolia  (Sud de Brasil a Paraguai).
- Vanilla penicillata  (Veneçuela).
- Vanilla perexilis  (Paraguai).
- Vanilla perrieri  (Nord-oest de Madagascar).
- Vanilla phaeantha  (Sud de Florida a Carib, Amèrica Central).
- Vanilla phalaenopsis  (Seychelles).
- Vanilla pierrei  (Indo-Xina).
- Vanilla pilífera  (Assam a Borneo).
- Vanilla planifolia  Jacks. ex Andrews 1808 (Sud de Florida a Carib, Mèxic Paraguai).
- Vanilla platyphylla  (Indonèsia - Sulawesi).
- Vanilla poitaei  (Caribbean).
- Vanilla pompona  Schiede (Caribbean).
- Vanilla polylepis  (Kenya a Sud de l'Àfrica tropical).
- Vanilla porteresiana  (Guaiana francesa).
- Vanilla purusara  (Brasil).
- Vanilla ramosa  (Ghana a Tanzània).
- Vanilla ribeiroi  (Brasil - Mato Grosso).
- Vanilla rojasiana  (Paraguai a Nord-est de l'Argentina).
- Vanilla roscheri  (Ethiopia a Nord-est KwaZulu-Natal).
- Vanilla ruiziana  (Perú).
- Vanilla schwackeana  (Brasil - Mines Gerais).
- Vanilla seranica  (Maluku - Seram).
- Vanilla seretii  (Centre oest d'Àfrica tropical).
- Vanilla siamensis  (Xina - Sud de Yunnan a Tailàndia).
- Vanilla sprucei  (Colòmbia).
- Vanilla sumatrana  (Sumatra).
- Vanilla surinamensis  (Surinam).
- Vanilla tahitiensis  (Tahiti) (sinònim de  Vanilla planifolia  Jacks. Ex Andrews 1808)
- Vanilla trigonocarpa  (Costa Rica a Nord del Brasil.)
- Vanilla uncinata  (Nord de Brasil).
- Vanilla utteridgei  (Oest de Nova Guinea).
- Vanilla vellozii  (Brasil).
- Vanilla walkeriae  (Sud de l'Índia, Sri Lanka).
- Vanilla wariensis  (Nova Guinea).
- Vanilla weberbaueriana  (Perú).
- Vanilla wightii  (Sud-oest de l'Índia).